# Roseland (Nebraska)
Pour les articles homonymes, voir Roseland.
Le village de Roseland est situé dans le comté d’Adams, dans l’État du Nebraska, aux États-Unis. Sa population s’élevait à 235 habitants lors du recensement de 2010, estimée à 254 habitants en 2016. Roseland fait partie de l’agglomération de Hastings.

## Source
- (en) Cet article est partiellement ou en totalité issu de l’article de Wikipédia en anglais intitulé « Roseland, Nebraska » (voir la liste des auteurs).